# I Should Be So Lucky
«I Should Be So Lucky» — перший сингл з дебютного студійного альбому австралійської співачки Кайлі Міног, випущений 29 грудня 1987 року. Пісню написав відоме продюсерське тріо Сток, Ейткен і Уотермен . Відеокліп до синглу записав режисер Кріс Лангмен в листопаді 1987 року.

## живі виступи
Кайлі виступала з цією піснею в наступних концертних турах:
- Disco in Dream / The Hitman Roadshow
- Enjoy Yourself Tour (Extended Mix)
- Rhythm of Love Tour
- Let's Get to It Tour
- Intimate and Live
- On a Night Like This Tour
- KylieFever2002
- Showgirl: The Greatest Hits Tour
- Showgirl: The Homecoming Tour
- KylieX2008
- North American Tour 2009
- Aphrodite World Tour

Також пісня була виконана на телебаченні в програмі An Audience with … в 2001 році.

## список композицій
| - 7" Single 1. «I Should Be So Lucky» — 3:24 2. «I Should Be So Lucky» (Instrumental) — 3:24 - 12" Single 1. «I Should Be So Lucky» (Extended Version) — 6:08 2. «I Should Be So Lucky» (Instrumental) — 3:24 - 12" (The Bicentennial Mix) Single 1. «I Should Be So Lucky» (Bicentennial Mix) — 6:12 2. «I Should Be So Lucky» (Instrumental) — 3:24 - North American 12" Single 1. «I Should Be So Lucky» (Original Mix) — 6:00 2. «I Should Be So Lucky» (Dance Remix) — 6:10 3. «I Should Be So Lucky» (Instrumental) — 3:24 | - iTunes digital EP — Remixes (выпущен студией PWL в 2009 году) 1. «I Should Be So Lucky» (extended version) 2. «I Should Be So Lucky» (the bicentennial remix) 3. «I Should Be So Lucky» (7" instrumental) 4. «I Should Be So Lucky» (7" backing track) 5. «I Should Be So Lucky» (12" remix) 6. «I Should Be So Lucky» (12" remix instrumental) 7. «I Should Be So Lucky» (12" remix backing track) - Другие официальные версии 1. «I Should Be So Lucky/Dreams» (Fever2002 Tour Studio Version) |

## критика
«I Should Be So Lucky» отримав позитивні відгуки. Нік Левін з Digital Spy назвав сингл «видатним». Пісня стала кращою в номінації «Highest Selling Single» (рос. найбільш продаваний сингл) на третьому щорічному австралійському конкурсі ARIA Awrds .

## Позиція в чартах
У 1987 році Кайлі разом з топ менеджером Mushroom Records Гарі Ешлі вилетіла в Лондон, щоб попрацювати зі знаменитими Стоком, Ейткеном і Уотерменом. Проте продюсери про Кайлі чули мало і зовсім забули про її приїзд. Поки Кайлі чекала за дверима студії, вони буквально за півгодини написали пісню «I Should Be So Lucky» . Міноуг записала пісню і повернулася назад в Австралію на зйомки «Сусідів» . Слова к песне написав Майк Сток. Сток вважав, що хоча Міноуг вже була зіркою мильних опер в Австралії і, до того ж, дуже талановита, але все-таки з нею було щось не так, і що вона повинна бути нещаслива в любові . Пісня стала хітом № 1 в Австралії, Великій Британії, Німеччині, Японії, Швейцарії та Фінляндії .
| Максимальна позиція в чарті | Максимальна позиція в чарті | Максимальна позиція в чарті | Максимальна позиція в чарті | Максимальна позиція в чарті | Максимальна позиція в чарті | Максимальна позиція в чарті | Максимальна позиція в чарті | Максимальна позиція в чарті | Максимальна позиція в чарті | Максимальна позиція в чарті | Максимальна позиція в чарті | Максимальна позиція в чарті |
| </img>                      | </img>                      | </img>                      | </img>                      | </img>                      | </img>                      | </img>                      | </img>                      | </img>                      | </img>                      | </img>                      | </img>                      | </img>                      |
| --------------------------- | --------------------------- | --------------------------- | --------------------------- | --------------------------- | --------------------------- | --------------------------- | --------------------------- | --------------------------- | --------------------------- | --------------------------- | --------------------------- | --------------------------- |
| 1                           | 28                          | 1                           | 1                           | 4                           | 12                          | 13                          | 5                           | 1                           | 3                           | 1                           | 1                           | 4                           |